# 鈴鹿駅
鈴鹿駅（すずかえき）は、三重県鈴鹿市矢橋一丁目に所在する、伊勢鉄道伊勢線の駅である。駅番号は4。

## 歴史
当駅の開業2か月前まで、関西本線の河曲駅が鈴鹿駅を名乗っていた。当駅の工事中の仮称は「鈴鹿本町駅」であった。
開業当時、当駅に急行の停車を求める陳情が強力にあり、毎日1往復だけ急行「紀州」が停車した。国鉄伊勢線の駅では唯一の優等列車停車駅であった。路線の廃止が議論となっていた1982年（昭和57年）5月のダイヤ改正で紀州は、亀山経由に変更された。

### 年表
- 1973年（昭和48年）9月1日：日本国有鉄道伊勢線の駅として開業[1]。
- 1974年（昭和49年）1月17日：駅舎を新築[3]。
- 1983年（昭和58年）2月1日：駅員無配置駅となる[4]。
- 1987年（昭和62年）3月27日：第三セクター鉄道伊勢鉄道に転換[1]。
- 1988年（昭和63年）12月15日：「駅旅行センター」を設置し、有人駅となる[5]。
- 1989年（平成元年）1月21日：特急「南紀」の停車駅になる[1][6]。
- 1993年（平成5年）3月7日：伊勢神宮の式年遷宮やまつり博三重'94などに伴う輸送力増強のため、複線化[1]。現在の相対式駅構造になる。
- 2006年（平成18年）3月18日：ダイヤ改正により、特急「南紀」・快速「みえ」を含めた全定期列車が停車するようになる。

## 駅構造
相対式ホーム2面2線を有する高架駅。地上に駅事務室や待合室、ギャラリースペースを兼ねた駅舎がある。伊勢線の途中駅では唯一の有人駅で、乗車券や自由席特急券を販売している。ただし集改札は実施しておらず、駅舎を通らずにホームに至る通路も設置されている。また自動券売機も設置されていない。
ホームは東側下り線の方が短く（基礎工事のみ施工されている）、階段も西側は2か所あるが東側は1か所である。トイレは地上にあり、男女共用である。エレベーターやエスカレーターは設置されていない。上りホームは特急列車の停車を考慮して長くなっている（概ね8両編成分）。
JR東海から直通運転を行う特急「南紀」や快速「みえ」を含むすべての定期列車が停車するため、伊勢線内では桑名・名古屋方面から乗り換えなしで到達できる唯一の駅でもある（中瀬古駅にも一部の上り快速「みえ」が停車する）。なお、熊野大花火・F1日本グランプリ開催等に伴う一部の臨時列車は通過する。

### のりば
| 番線     | 路線    | 方向 | 行先               |
| -------- | ------- | ---- | ------------------ |
| （東側） | ■伊勢線 | 下り | 津・松阪方面       |
| （西側） | ■伊勢線 | 上り | 四日市・名古屋方面 |

※ 案内上ののりば番号は割り当てられていない。

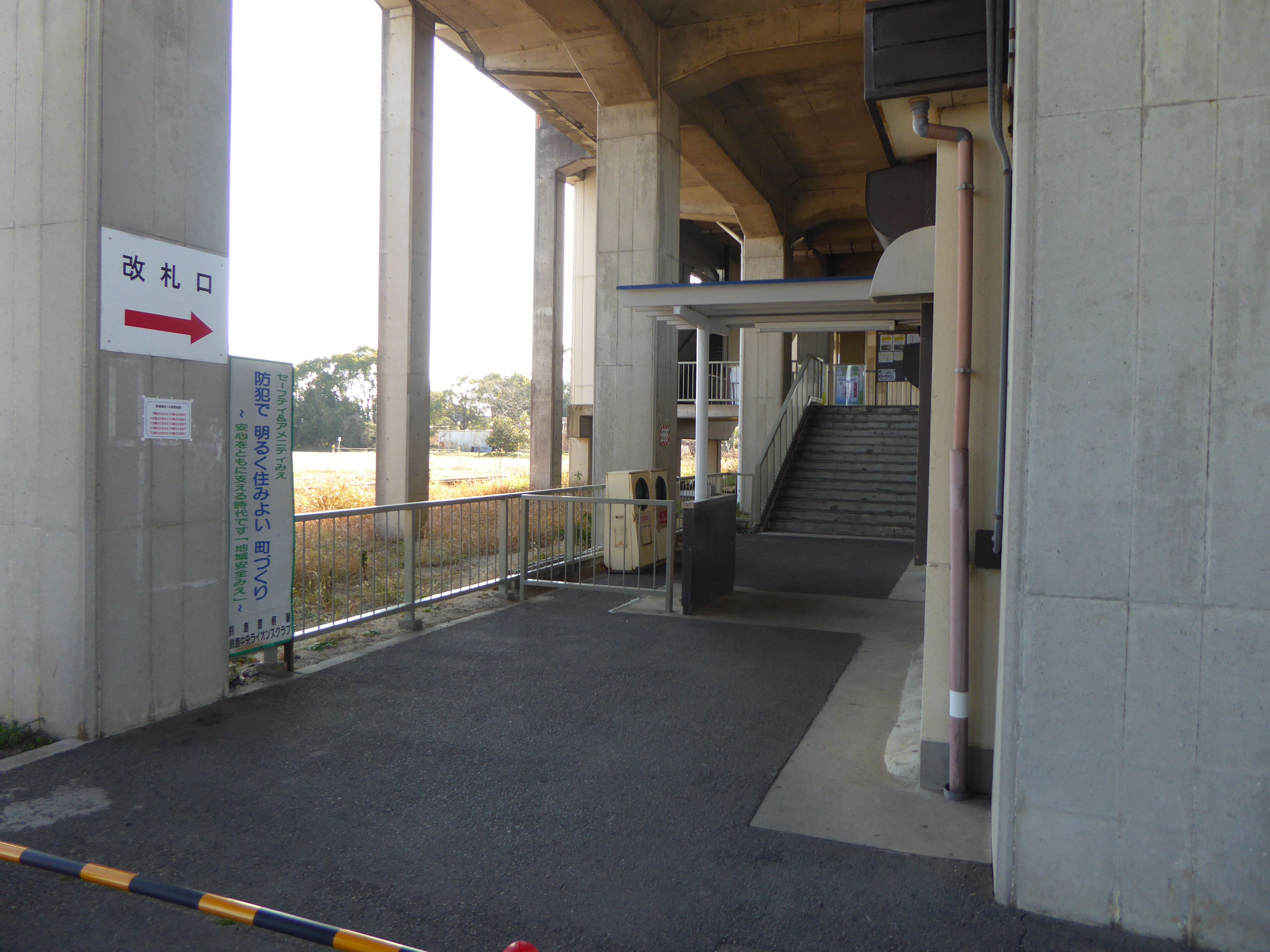
駅入口（2022年1月）
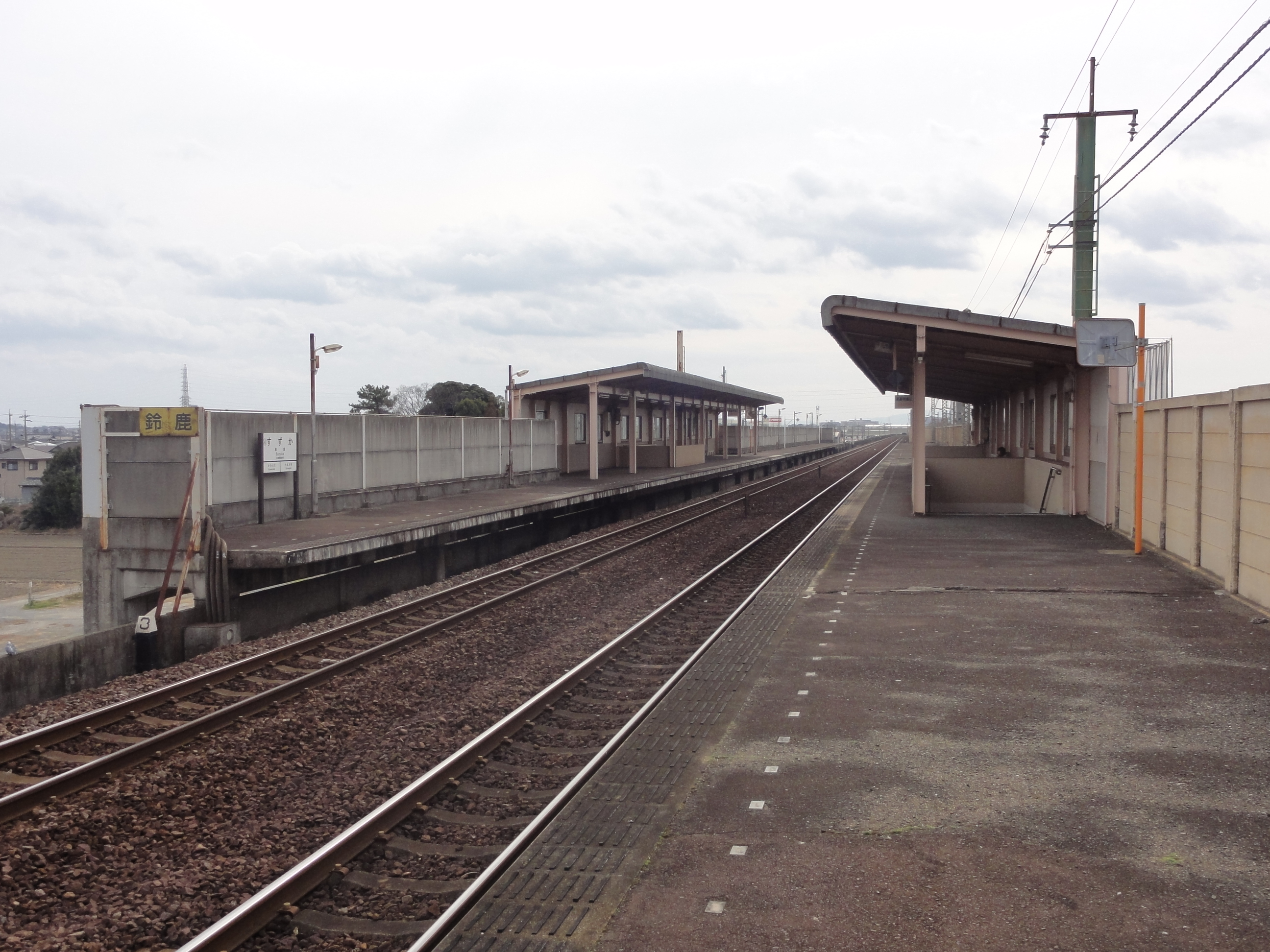
ホーム（2012年1月）
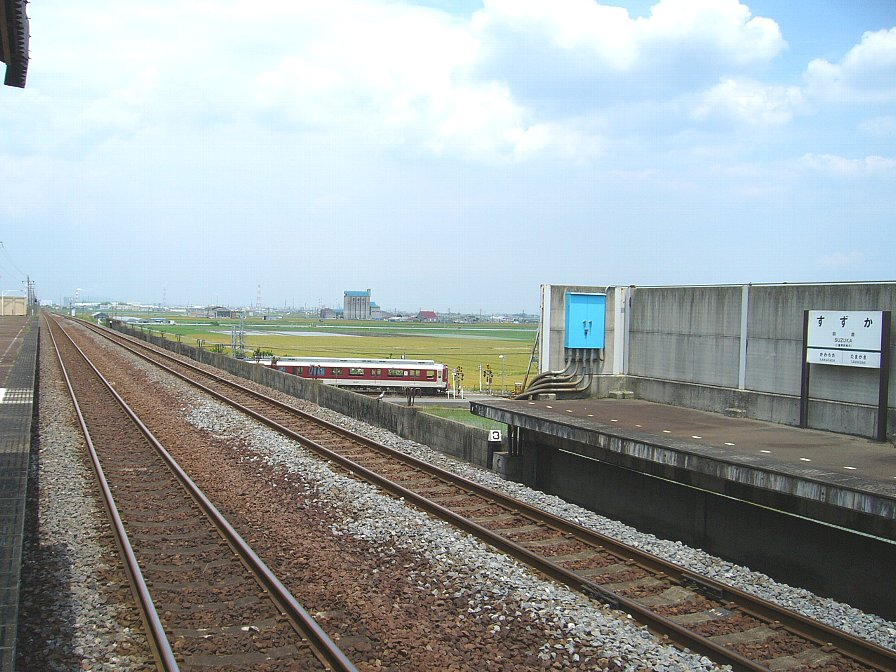
当駅西側ホームから河原田方面。高架下を近鉄鈴鹿線の列車が走行する様子が見える（2006年5月）

## 利用状況
鈴鹿駅の利用状況の変遷を下表に示す。
- 輸送実績（乗車人員）の単位は人であり、年度での総計値を示す。年度間の比較に適したデータである。
- 乗降人員調査結果は任意の1日における値（単位：人）である。調査日の天候・行事等の要因によって変動が大きいので年度間の比較には注意を要する。
- 表中、最高値を赤色で、最高値を記録した年度以降の最低値を青色で、最高値を記録した年度以前の最低値を緑色で表記している。

| 年度   | 当駅分輸送実績（乗車人員）:人/年度 | 当駅分輸送実績（乗車人員）:人/年度 | 当駅分輸送実績（乗車人員）:人/年度 | 当駅分輸送実績（乗車人員）:人/年度 | 当駅分輸送実績（乗車人員）:人/年度 | 乗降人員調査結果 人/日 | 乗降人員調査結果 人/日 | 特記事項                             |
| ------ | ---------------------------------- | ---------------------------------- | ---------------------------------- | ---------------------------------- | ---------------------------------- | ---------------------- | ---------------------- | ------------------------------------ |
| 年度   | 通勤定期                           | 通学定期                           | 定期外                             | 合 計                              | 1日平均                            | 調査日                 | 調査結果               | 特記事項                             |
| 1986年 | 15                                 | ←←←←                               | 113                                | 128                                |                                    |                        |                        | 国鉄より転換・開業                   |
| 1987年 | 2,460                              | ←←←←                               | 3,583                              | 6,043                              |                                    |                        |                        |                                      |
| 1988年 | 2,190                              | ←←←←                               | 3,707                              | 5,897                              |                                    |                        |                        |                                      |
| 1989年 | 3,330                              | ←←←←                               | 7,016                              | 10,346                             |                                    |                        |                        |                                      |
| 1990年 | 4,410                              | ←←←←                               | 18,085                             | 22,495                             |                                    |                        |                        |                                      |
| 1991年 | 4,680                              | ←←←←                               | 17,078                             | 21,758                             |                                    |                        |                        |                                      |
| 1992年 | 5,490                              | ←←←←                               | 16,158                             | 21,648                             |                                    |                        |                        |                                      |
| 1993年 | 5,820                              | ←←←←                               | 18,770                             | 24,590                             |                                    |                        |                        |                                      |
| 1994年 | 8,430                              | ←←←←                               | 18,229                             | 26,659                             |                                    |                        |                        |                                      |
| 1995年 | 8,850                              | ←←←←                               | 19,641                             | 28,491                             |                                    |                        |                        |                                      |
| 1996年 | 11,580                             | ←←←←                               | 21,809                             | 33,389                             |                                    |                        |                        |                                      |
| 1997年 | 13,950                             | ←←←←                               | 21,986                             | 35,936                             |                                    |                        |                        |                                      |
| 1998年 | 16,470                             | ←←←←                               | 20,090                             | 36,560                             |                                    |                        |                        |                                      |
| 1999年 | 15,330                             | ←←←←                               | 24,955                             | 40,285                             |                                    |                        |                        |                                      |
| 2000年 | 22,800                             | ←←←←                               | 24,267                             | 47,067                             |                                    |                        |                        |                                      |
| 2001年 | 23,070                             | ←←←←                               | 27,367                             | 50,437                             |                                    |                        |                        |                                      |
| 2002年 | 27,630                             | ←←←←                               | 27,304                             | 54,934                             |                                    |                        |                        |                                      |
| 2003年 | 25,050                             | ←←←←                               | 23,856                             | 48,906                             | 134                                |                        |                        |                                      |
| 2004年 | 23,670                             | ←←←←                               | 23,500                             | 47,170                             | 129                                |                        |                        |                                      |
| 2005年 | 24,360                             | ←←←←                               | 27,739                             | 52,099                             | 143                                |                        |                        |                                      |
| 2006年 | 27,750                             | ←←←←                               | 28,937                             | 56,687                             | 155                                |                        |                        | 特急・快速を含む全定期列車の停車開始 |
| 2007年 | 24,210                             | ←←←←                               | 29,840                             | 54,050                             | 148                                |                        |                        |                                      |
| 2008年 | 28,050                             | ←←←←                               | 29,344                             | 57,394                             | 157                                |                        |                        |                                      |
| 2009年 | 30,600                             | ←←←←                               | 50,021                             | 80,621                             | 221                                |                        |                        |                                      |
| 2010年 | 31,020                             | ←←←←                               | 49,146                             | 80,166                             | 220                                |                        |                        |                                      |
| 2011年 | 35,250                             | ←←←←                               | 49,105                             | 84,355                             | 230                                |                        |                        |                                      |
| 2012年 | 40,950                             | ←←←←                               | 49,258                             | 90,258                             | 247                                |                        |                        |                                      |
| 2013年 | 38,080                             | ←←←←                               | 51,806                             | 89,886                             | 246                                |                        |                        |                                      |

## 駅周辺
当駅の北側で近畿日本鉄道（近鉄）鈴鹿線と立体交差しており、同線の鈴鹿市駅とともに鈴鹿市中心部に位置するが、当駅の駅前にはバス停留所は設けられていない。
- 近鉄鈴鹿市駅（当駅より約1 km）
- 鈴鹿市役所
  - イスのサンケイホール鈴鹿（市民会館）
- 津地方法務局 鈴鹿出張所
- 鈴鹿簡易裁判所
- 鈴鹿警察署神戸交番
- 神戸城址
- 滝谷山不動院
- 三重県立神戸高等学校
- ショッピングパークアクシス
  - マックスバリュ 鈴鹿店
  - DCM 鈴鹿店
  - スギ薬局 アクシス鈴鹿店
- ヤマダデンキテックランド鈴鹿店
- 国道23号
- 三重県道8号四日市鈴鹿環状線
- 三重県道54号鈴鹿環状線
- 三重県道553号伊勢若松停車場神戸地子線
- 伊勢街道
- 三重交通・鈴鹿市コミュニティバス (C-BUS) 「神戸三丁目」停留所

## その他
当駅を利用した場合に限り、駐車場を無料で利用可能な「パークアンドライド」が実施されている。高架下などに伊勢鉄道伊勢線が駐車場を設置している。

## 隣の駅
伊勢鉄道
■伊勢線
- 特急「南紀」停車駅

■快速「みえ」
四日市駅 (CJ11) - 鈴鹿駅 (4) - （一部中瀬古駅 (8)） - 津駅 (12)
■普通
河原田駅 (3) - 鈴鹿駅 (4) - 玉垣駅 (5)